# 白話
白話（はくわ）とは、中国語における書き言葉の一種。唐代に生まれ、宋・元・明・清と確立されてきた口語に接近した書き言葉のことをいう。知識人が古典を基礎として作った書き言葉である文言に対し、白話は各時代において民間で話されている口語を反映させようとしており、大衆にも理解されるように工夫されている。
唐代の白話として挙げられるものに敦煌の変文がある。これは民衆に聞かせる意図で作られたものであるので多分に口語が取り入れられたが、いまだ口語を文章として表現する技巧が確立されておらず多分に文言的要素を含んでいた。また唐から宋にかけて流行した語録にも口語がふんだんに取り入れられたが、やはり口語を用いて表現できないものには文言が使われていた。
宋代になると都市において大衆文化が盛んになり、説話といわれる大衆向けの語り物が出し物として隆盛した。その台本を話本といい、大衆に聞かせ、読ませるために、より口語に接近して書く方法が確立された。またやがて話本をもとに小説が作られるようになり、これを白話小説と呼ぶ。

## 白話運動
近代に至るまで、白話は、民衆語として低俗なものとされていたが、1917年（民国6年）、胡適がアメリカ合衆国から雑誌『新青年』に「文学改良芻議」を寄稿し、近代的プラグマティズムの観点から、難解な文語文を廃して口語文（白話文）にもとづく白話文学を提唱した。これは、日本における言文一致運動と同様の事情である。この運動は文学革命とも呼ばれ、理論面で胡適が、実践面は魯迅などによって推進され、現代中国語の形成に大きく貢献した。しかし文言の要素は大きく白話にも影響を与え、現在でも文章語では文言に近い文体が使われることが多い。